# Бял ангъч
Белият ангъч (Tadorna tadorna), наричан още килифар, е сравнително едър представител на семейство Патицови (Anatidae), разред Гъскоподобни (Anseriformes).
- Дължината на тялото му е 56 – 63 cm.
- Размаха на крилете 115 cm.
- Тежи между 0,9 и 1,7 кг.
- Мъжкия има по-ярко изразена червена издатина в основата на човката.

Плува добре, но се гмуркат само малките. Лети добре и полетът е безшумен.

## Разпространение
Разпространен е в Европа (включително България) и голяма част от Азия. Навсякъде е прелетна птица с изключение на Британските острови, средиземноморските страни и по-топлите части на Азия, като Иран, Туркменистан и др. Зимува по крайбрежието на Северно море, Британските острови, Бискайския залив, Средиземно море, Централните части на Индия, Бирма и др. Населява предимно крайбрежията на соленоводни басейни и по-рядко сладководни.
- Бял ангъч от района на Бегликташ

## Начин на живот и хранене
Белият ангъч се храни предимно с храна от животински произход: ракообразни, насекоми, мекотели и различни други видове дребни безгръбначни. Зимно време често преминава на растителна храна.

## Размножаване
Моногамна птица, двойките се задържат в продължение на няколко години заедно. Предпочита да гнезди в дупки в земята, като за целта използва изоставените дупки на язовци, лисици и др. Гнездото прави на сравнително голяма дълбочина в дупката, до около 3 – 4 m. При липса на дупка може да го построи и в скална цепнатина, разрушена постройка или просто на земята сред по-гъста растителност. Гнездото може да се намира дори на километър от най-близкия воден басейн. Заради недостига на дупки и скривалища, понякога няколко женски снасят в едно гнездо. Гнездото е обилно постлано с пух. Снася между 6 и 18 яйца, но най-често 8 – 9, със синкаво-бял цвят. Мъти единствено женската в продължение на 27 – 29 дни.

## Допълнителни сведения
В миналото ловен обект в България, но поради намалялата му численост включен в Червената книга на защитените видове. Сведенията са, че към момента в България гнездят около 50 двойки. Когато е бил по-често срещан, понякога са го отглеждали редом с другите домашни птици и успешно е изпълнявал функцията на пазач на ятото, като е издавал крясъци и смело се хвърлял срещу неприятелите.